# Галібей Іван Павлович
о. Іван Галібей (у світі Іван Павлович Галібей, 18 квітня 1894, містечко Устя-Зелене, нині село Монастириського району — близько 1949) — український галицький греко-католицький священник, громадський діяч. Рід Галібеїв — татарського походження.

## Біографія
Народився 18 квітня 1894 року в сім'ї бідного рибалки Павла Галібея в містечку Устя-Зелене, нині Монастириський район, Тернопільська область, Україна (тоді Бучацький повіт, Королівство Галичини і Володимирії, Австро-Угорщина).
Студіював теолоґію, математику, закінчив студії 1917 року. З 1919 року капелан УГА в ранзі сотника. Під час Чортківської офензиви УГА потрапив у польський полон, звільнився 1920 року.
З 1925 року — парох Скоморохів, Русилова (або з 1926 р.), Сокільця. В Русилові, за його сприяння, було збудовано нову церкву; в Скоморохах збудовано «Народний Дім» (містилися читальня товариства «Просвіта», Районова молочарня, кооператива «Селянська спілка»); в кожному з сіл організовано хор, аматорський гурток, філію товариства «Сокіл». У Скоморохах сприяв розбудові каси «Українська Райффайзенка», яка виділила кредит на викуп в поміщика коло 80-и морґів орного поля, коло 40-ка морґів лісу; керував касою «Самопоміч»
У селах, в яких був парохом, організовував курси книговодства, кооперативні, сільсько-господарські, куховарські курси. Засновник дитячої захоронки (садка) в Скоморохах.

Відспівував на похороні покійного українського громадського діяча Степана Танчаковського.
Був головою Надзірної ради Бучацького «Повітового Союзу кооператив» (ПСК, з кінця 1933 року), кооперативу «Поступ», «Українського кооперативного банку» (або «Українбанку», колишнього "Повітового товариства ощадностей і позичок «Праця», один з найбільших: 7-ий з 113-ти, йому передав повноваження через похилий вік о. Денис Нестайко).
За ініціативи о. Івана Галібея у селі була заснована філія товариства «Сокіл», відновила діяльність читальня «Просвіти», у 1934 році збудували школу, заклали, освятили фундамент нової кам'яної церкви.
Сприяв створенню української дивізії «Галичина» (вважав, що німці озброять, вишколять 62 осіб; на комісію прийшло 32, 16 липня 1943 року до Львова на військові збори з о. І. Галібеєм поїхало 19 осіб). За станом здоров'я о. Івана Галібея повернули до села.
Після повернення з комісії перед відступом німців переїхав на Станіславщину (завідував парафією в селі Угорники). У 1947 році Івана Галібея заарештували і помістили в Чортківську тюрму, згодом відправили в Мордовію, де 1948 (або 1949) року він був розстріляний) року. У Скоморохах біля церкви на його честь встановлено хрест з написом.
Наприкінці 1980-х в руїнах церкви села Русилова виявили книгу про історію населених пунктів авторства о. Івана Галібея.

## Родина

### Брати
- Адальберт-Юрій Галібей (бл.1884—13 червня 1919, Монастириська) — український греко-католицький священик, військовий капелан УГА, сотрудник о. Захарія Подляшецького; закатований польськими військовиками під час відступу в ході Чортківської офензиви УГА.[11]
- Степан Галібей (1881—1942, Станиславів[10]) — учитель, інспектор шкіл, в 1918—1920 роках сотник УГА[2];
- Михайло Галібей — мав торговельну освіту, майстер-кахляр, власник кахлярської фабрики у Львові; громадський діяч[2];

Директор школи в Устю-Зеленому п. Годолльо (Czesław Hodolý; австрієць, ймовірно, французького походження) помітив здібності хлопців, звернувся до митрополита Андрея Шептицького, який надав матеріяльну допомогу для навчання 4-х хлопців.

### Діти
- Роман — інженер (член-сеньйор Інституту електричних і електронічних інженерів, США), громадський діяч (Голова Товариства українських інженерів в США, 1967—1969 роки),[12] приятель Юліана Ґуляка[13]
- Дарина — репресована (заарештована 1949 року, вирок — 25 років, 5 років позбавлення прав; звільнена 1956 р.[14])